# Klooster 's-Gravendaal

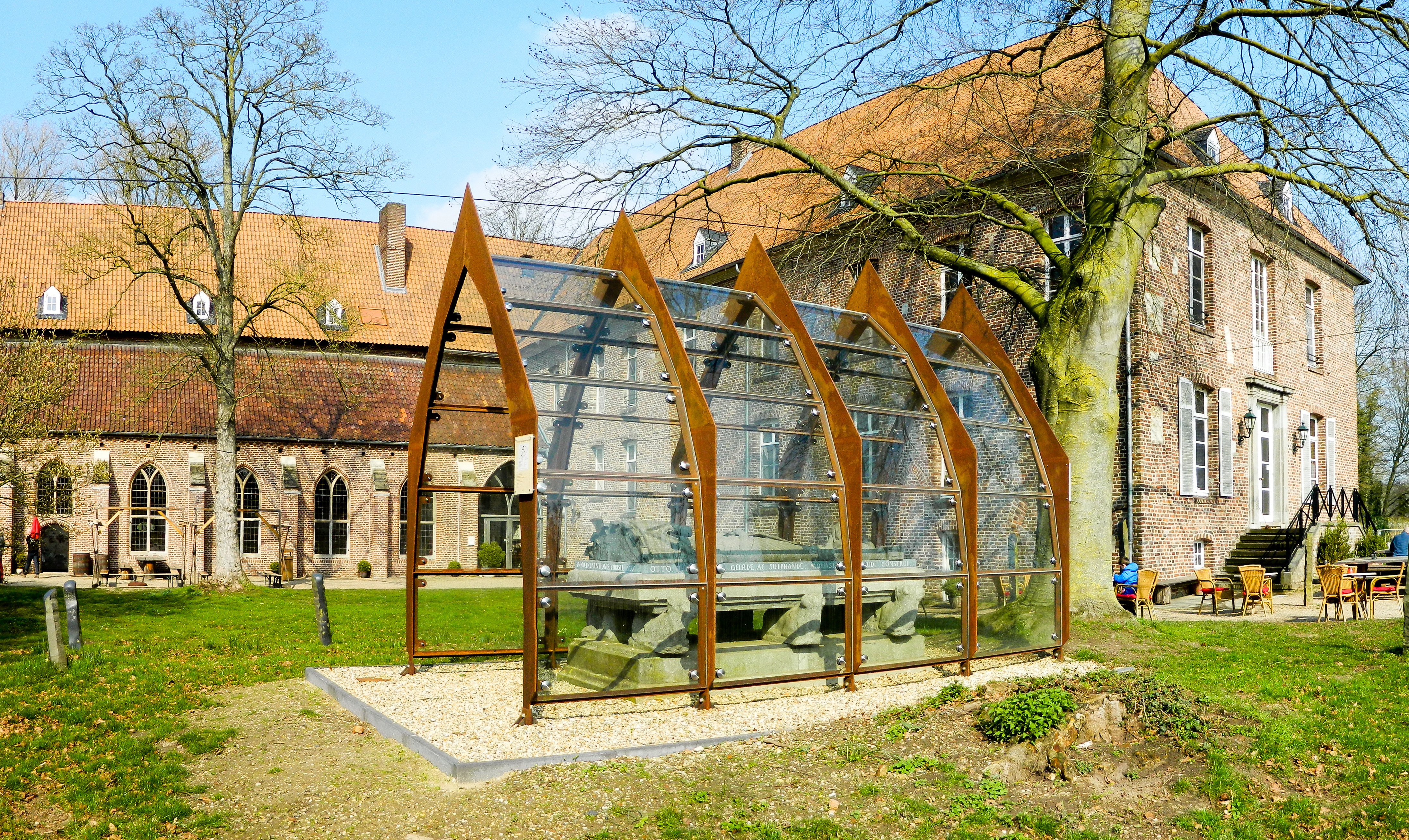
Het graf van graaf Otto II van Gelre op het terrein van Klooster 's-Gravendaal

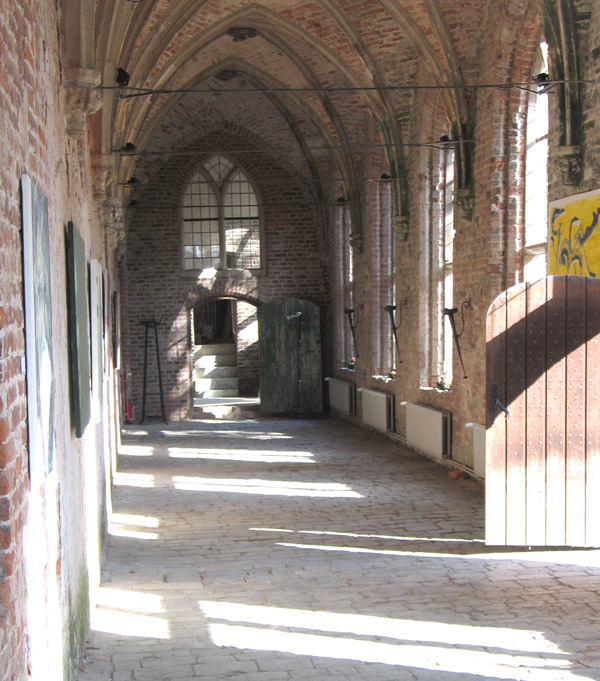
Noordelijke kruisgang van Klooster 's-Gravendaal

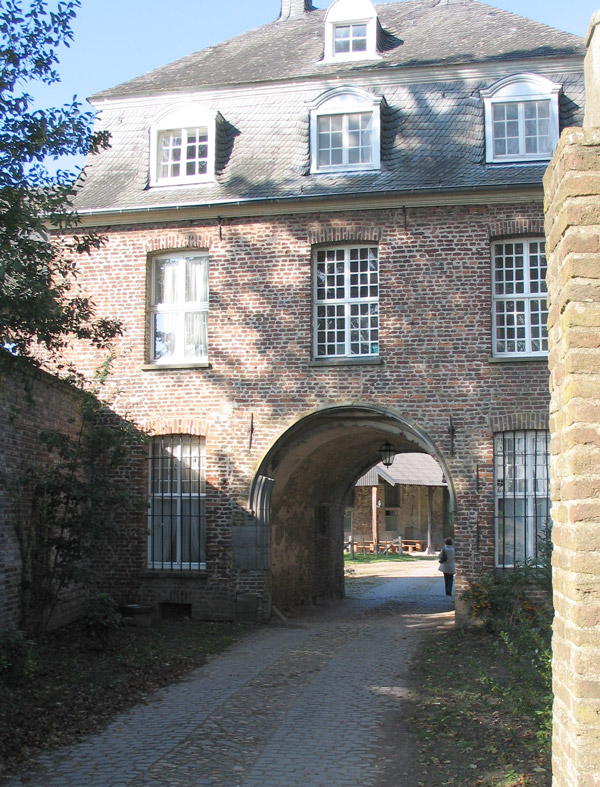
Poortgebouw

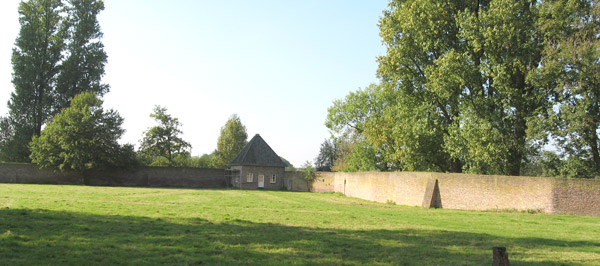
Deel van de ommuring van het kloostercomplex 's-Gravendaal

Het Klooster 's-Gravendaal of Nieuwklooster (Duits: Kloster Graefenthal) is een voormalig cisterciënzerklooster tussen Kessel en Asperden in de gemeente Goch (Kreis Kleve) in Duitsland.

## Geschiedenis
De naam 's-Gravendaal stamt van het Latijnse ‘vallis comitis’ (dal van de graaf). Het klooster werd in 1248 gesticht door graaf Otto II van Gelre op aandringen van zijn vrouw Margaretha van Kleef. De kloosterkerk was het eerste bouwwerk op het kloostercomplex. In 1251 werd het lichaam van Margaretha van Kleef er bijgezet. De eerste nonnen (veelal ongehuwde adellijke vrouwen) betrokken het klooster in 1250. In de tweede helft van de 13e eeuw kwam het klooster tot grote bloei, mede dankzij de macht van de graven van Gelre. Het klooster bezat door schenkingen uitgebreide landerijen en boerderijen in de streek. Bovendien bezat het de patronaatsrechten van de kerken in Kessel, Asperden, Hommersum en Hassum.
Tot 1376 was de kloosterkerk de plaats waar dertien graven en hertogen van Gelre hun laatste rustplaats vonden.
Tijdens de Bourgondische Oorlogen in de tweede helft van de 15e eeuw werd het klooster zwaar getroffen door plundering en branden. Na 1474 werd het met hulp van hertog Johan II van Kleef weer opgebouwd.
In 1802 werd het klooster geseculariseerd. Op dat moment bestond het bezit uit 36 boerderijen en 3600 morgen land. Na 1802 is het als boerenbedrijf voortgezet, maar het raakte in vervallen staat. De gebouwen werden aan verschillende personen verkocht en de kloosterkerk werd gesloopt. De stenen en barokelementen werden gebruikt voor de bouw van de Martinuskerk in Pfalzdorf. Het grafmonument van Otto II van Gelre is evenwel in 's-Gravendaal gebleven. Het stond sinds 1808 in de open lucht en werd tot voor kort tegen verder verval beschermd door een eenvoudig houten dak (zie foto). Sinds 2019/2020 is dat vervangen door een moderne constructie van staal en plexiglas, in quasi-gotische stijl.
Het archief van het klooster wordt bewaard in de bibliotheek van het Collegium Augustinianum Gaesdonck.

#### Gelderse graven en hertogen met hun echtgenoten begraven in 's-Gravendaal[1]
Graaf Otto II († 1271), zijn eerste echtgenote Margaretha van Kleef († 1251) en zijn tweede echtgenote Philippa van Dammartin († 1277/1281)
Graaf Reinoud I († 1326), zijn eerste echtgenote Ermgard van Limburg († 1283) en zijn tweede echtgenote Margaretha van Vlaanderen († 1331)
Hertog Reinoud II († 1343) en zijn eerste echtgenote Sophia Berthout († 1329). Zijn tweede echtgenote Eleonora van Engeland († 1355) werd begraven in het franciscanenklooster in Deventer.
Hertog Eduard († 24 augustus 1371)
Hertog Reinoud III († 4 december 1371). Zijn echtgenote Maria van Brabant († 1399) werd begraven bij haar vader in het franciscanenklooster in Brussel.

## Huidige situatie
Het kloostercomplex is nog zeer goed herkenbaar door intact gebleven grachten en ommuring. Het poortgebouw aan de zuidzijde is voor het grootste deel gebouwd in de tweede helft van de 18e eeuw. Ook de duiventoren is behouden gebleven. Ze stamt eveneens uit de tweede helft van de 18e eeuw.
Van het eigenlijke kloostergebouw rest nog de noordelijke vleugel van de kruisgang met negen steunberen en vensters in gotische stijl. De kruisgang heeft een kruisribgewelf en stamt uit de 15e eeuw. Aansluitend aan deze kruisgang ligt het kapittelhuis.
Momenteel wordt het voormalige kloostercomplex als particulier eigendom geëxploiteerd. Het is elke dag geopend voor het publiek als evenementenlocatie en deswege erg in trek bij studentenverenigingen die aldaar hun (lustrum)gala vieren of doen vieren.
Op 21 oktober 2020 deed de Duitse politie een inval op het terrein vanwege een vermeende vrijheidsberoving. Er bleek er een sekte gevestigd te zijn en de Nederlandse sekteleider werd gearresteerd.